# Sant Michèu de Chabrilhanós
Saint-Michel-de-Chabrillanoux és un municipi francès situat al departament de l'Ardecha i a la regió d'Alvèrnia-Roine-Alps. L'any 2007 tenia 349 habitants.

## Demografia

### Població
El 2007 la població de fet de Saint-Michel-de-Chabrillanoux era de 349 persones. Hi havia 158 famílies de les quals 54 eren unipersonals (33 homes vivint sols i 21 dones vivint soles), 50 parelles sense fills, 46 parelles amb fills i 8 famílies monoparentals amb fills.
La població ha evolucionat segons el següent gràfic:
Habitants censats

### Habitatges
El 2007 hi havia 278 habitatges, 156 eren l'habitatge principal de la família, 116 eren segones residències i 6 estaven desocupats. 265 eren cases i 6 eren apartaments. Dels 156 habitatges principals, 107 estaven ocupats pels seus propietaris, 39 estaven llogats i ocupats pels llogaters i 9 estaven cedits a títol gratuït; 5 tenien una cambra, 8 en tenien dues, 33 en tenien tres, 35 en tenien quatre i 74 en tenien cinc o més. 97 habitatges disposaven pel capbaix d'una plaça de pàrquing. A 78 habitatges hi havia un automòbil i a 64 n'hi havia dos o més.

### Piràmide de població
La piràmide de població per edats i sexe el 2009 era:
| Homes | Edats   | Dones |
| ----- | ------- | ----- |
| 0     | 95 o +  | 0     |
| 0     | 90 a 94 | 4     |
| 0     | 85 a 89 | 0     |
| 0     | 80 a 84 | 0     |
| 4     | 75 a 79 | 12    |
| 20    | 70 a 74 | 0     |
| 4     | 65 a 69 | 8     |
| 0     | 60 a 64 | 12    |
| 4     | 55 a 59 | 8     |
| 16    | 50 a 54 | 0     |
| 12    | 45 a 49 | 24    |
| 24    | 40 a 44 | 16    |
| 12    | 35 a 39 | 16    |
| 4     | 30 a 34 | 12    |
| 4     | 25 a 29 | 4     |
| 8     | 20 a 24 | 0     |
| 8     | 15 a 19 | 8     |
| 8     | 10 a 14 | 12    |
| 12    | 5 a 9   | 12    |
| 8     | 0 a 4   | 8     |

## Economia
El 2007 la població en edat de treballar era de 217 persones, 160 eren actives i 57 eren inactives. De les 160 persones actives 116 estaven ocupades (64 homes i 52 dones) i 44 estaven aturades (23 homes i 21 dones). De les 57 persones inactives 24 estaven jubilades, 12 estaven estudiant i 21 estaven classificades com a «altres inactius».

### Ingressos
El 2009 a Saint-Michel-de-Chabrillanoux hi havia 149 unitats fiscals que integraven 346,5 persones, la mediana anual d'ingressos fiscals per persona era de 13.812 €.

### Activitats econòmiques
Dels 19 establiments que hi havia el 2007, 1 era d'una empresa extractiva, 7 d'empreses de construcció, 2 d'empreses de comerç i reparació d'automòbils, 1 d'una empresa de transport, 2 d'empreses d'hostatgeria i restauració, 1 d'una empresa immobiliària, 1 d'una empresa de serveis, 2 d'entitats de l'administració pública i 2 d'empreses classificades com a «altres activitats de serveis».
Dels 7 establiments de servei als particulars que hi havia el 2009, 1 era una oficina de correu, 2 paletes, 1 lampisteria, 1 empresa de construcció i 2 restaurants.
L'any 2000 a Saint-Michel-de-Chabrillanoux hi havia 22 explotacions agrícoles que ocupaven un total de 112 hectàrees.

## Equipaments sanitaris i escolars
El 2009 hi havia una escola elemental.

## Poblacions més properes
El següent diagrama mostra les poblacions més properes.